# Pézarches
Pézarches település Franciaországban, Seine-et-Marne megyében. Lakosainak száma 404 fő (2022. január 1.). Pézarches Faremoutiers, Hautefeuille, Lumigny-Nesles-Ormeaux és Touquin községekkel határos.

## Népesség
A település népességének változása:
| Lakosok száma | 409  | 408  | 404  | 392  | 388  | 386  | 392  | 398  | 404  |
|               | 2013 | 2015 | 2016 | 2017 | 2018 | 2019 | 2020 | 2021 | 2022 |